# Berthella agassizii
Berthella agassizii är en snäckart som först beskrevs av Frank Mace MacFarland 1909.  Berthella agassizii ingår i släktet Berthella och familjen Pleurobranchidae. Inga underarter finns listade i Catalogue of Life.